# Mattéo Vercher
Mattéo Vercher (* 26. Januar 2001 in Lyon) ist ein französischer Radrennfahrer, der im Straßenradsport aktiv ist.

## Sportlicher Werdegang
Als Junior starte Vercher gelegentlich für das Nationalteam im UCI Men Juniors Nations’ Cup, blieb aber international insgesamt ohne nennenswerte Ergebnisse. Nach dem Wechsel in die U23 fuhr er zunächst drei Jahre auf der Vereinsebene. Erst im dritten Jahr nach einen Vereinswechsel konnte er durch verschiedene Spitzenplatzierungen auf sich aufmerksam machen, unter anderen mit zwei zweiten Etappenrängen bei der Tour du Pays de Montbéliard sowie auf nationaler Ebene mit dem Gewinn der Gesamtwertung der 3 Jours de Cherbourg en Cotentin im Rahmen des französischen Pokals. Zudem gewann er bei den nationalen Meisterschaften den Titel im Straßenrennen der Amateure.
Ab August 2022 erhielt Vercher die Möglichkeit, als Stagiaire für das französische Team TotalEnergies zu fahren, und erreichte beim Giro del Veneto den dritten Platz. Daraufhin wurde er zur Saison 2023 festes Mitglied im UCIProTeam. 2024 absolvierte er mit der Tour de France seine erste Grand Tour, auf der 18. Etappe verpasste er im Sprint einer größeren Ausreißergruppe als Zweiter nur knapp einen Etappenerfolg. Mit den siebten Platz beim Gran Premio Industria & Artigianato erreichte er im selben Jahr ein weiteres gutes Ergebnis. Seinen ersten Sieg erzielte er in der Saison 2025 mit dem Gewinn der Tour du Doubs.

## Erfolge
2022
- Punktewertung Tour du Pays de Montbéliard
- französischer Amateur-Meister – Straßenrennen

2024
- Bergwertung Tour des Alpes-Maritimes et du Var

2025
- Tour du Doubs

## Grand-Tour-Platzierungen
| Grand Tour            | 2024 | 2025 |
| --------------------- | ---- | ---- |
| Giro d’ItaliaGiro     | –    | –    |
| Tour de FranceTour    | 103  | 124  |
| Vuelta a EspañaVuelta | –    | …    |